# Dalachów
Dalachów is een dorp in het Poolse woiwodschap Opole, in het district Oleski. De plaats maakt deel uit van de gemeente Rudniki en telt 1295 inwoners.

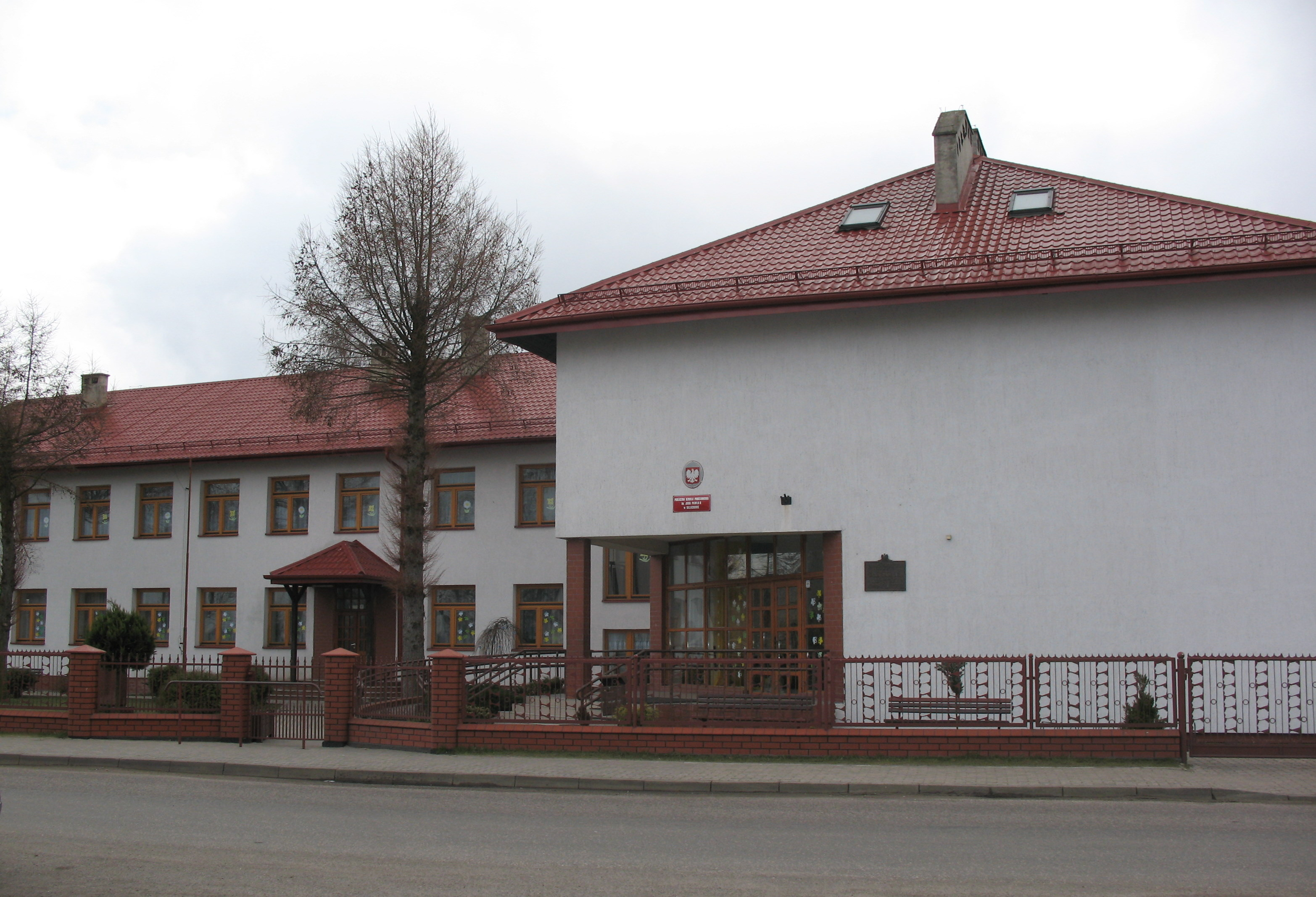
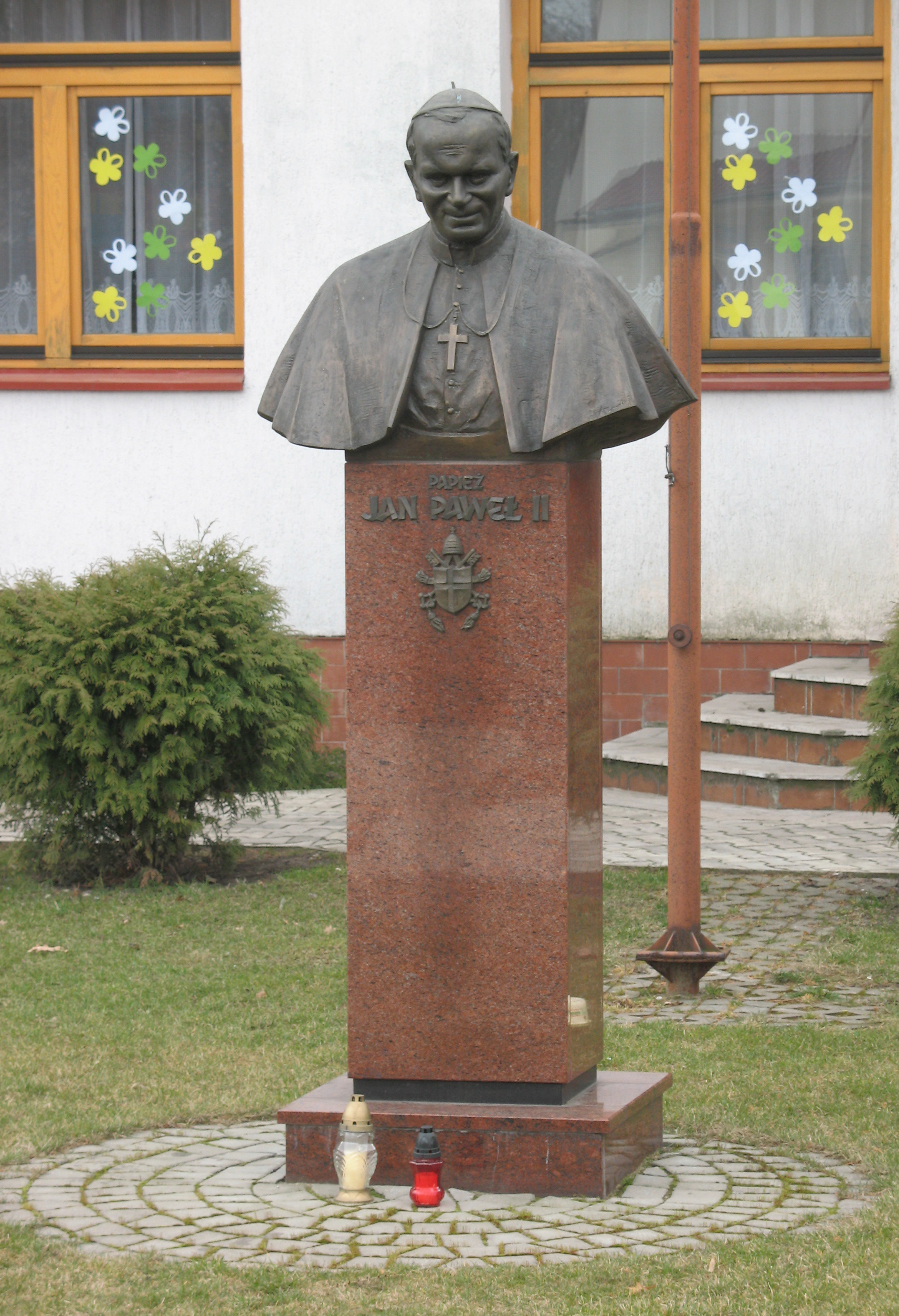
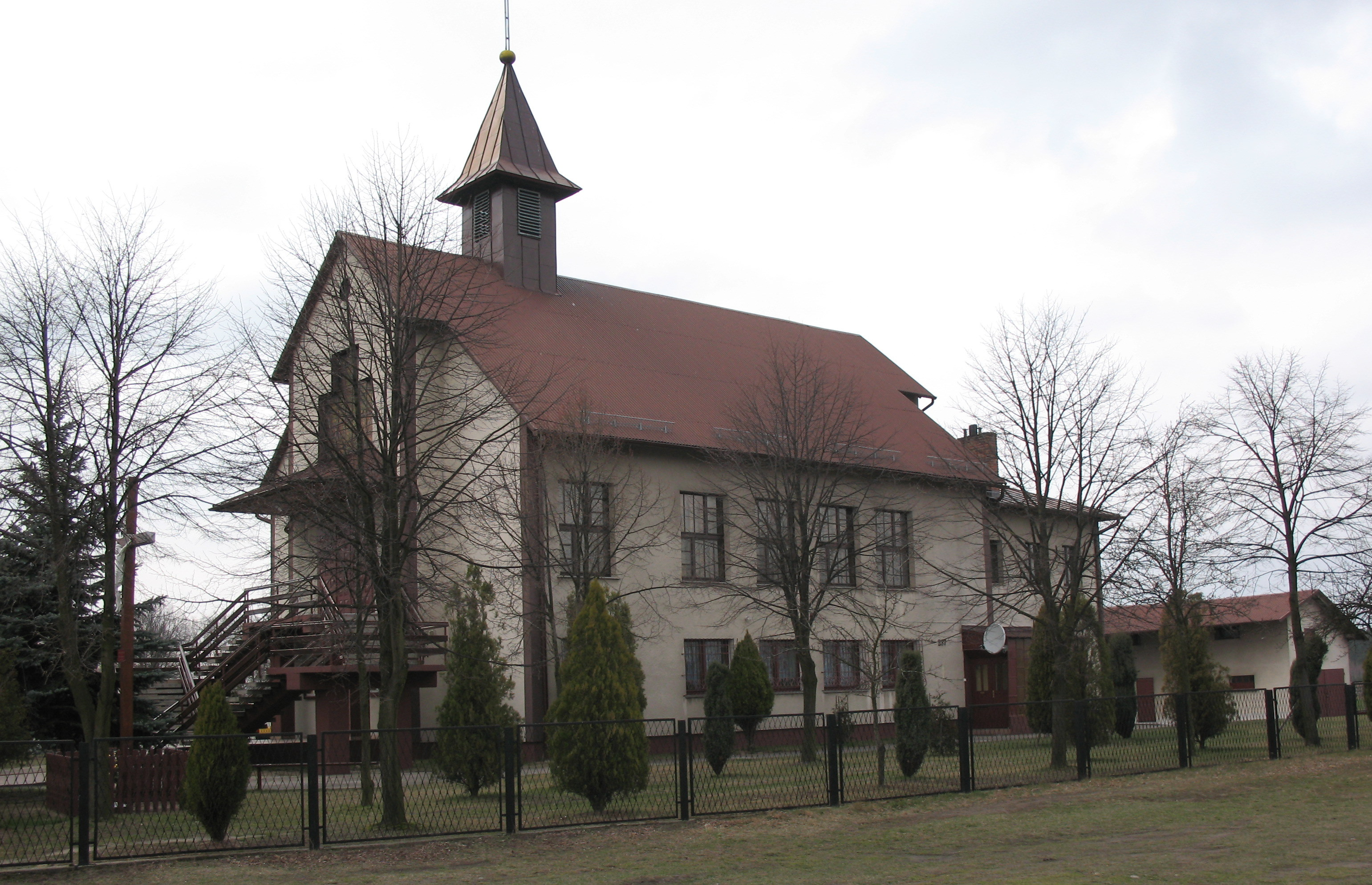
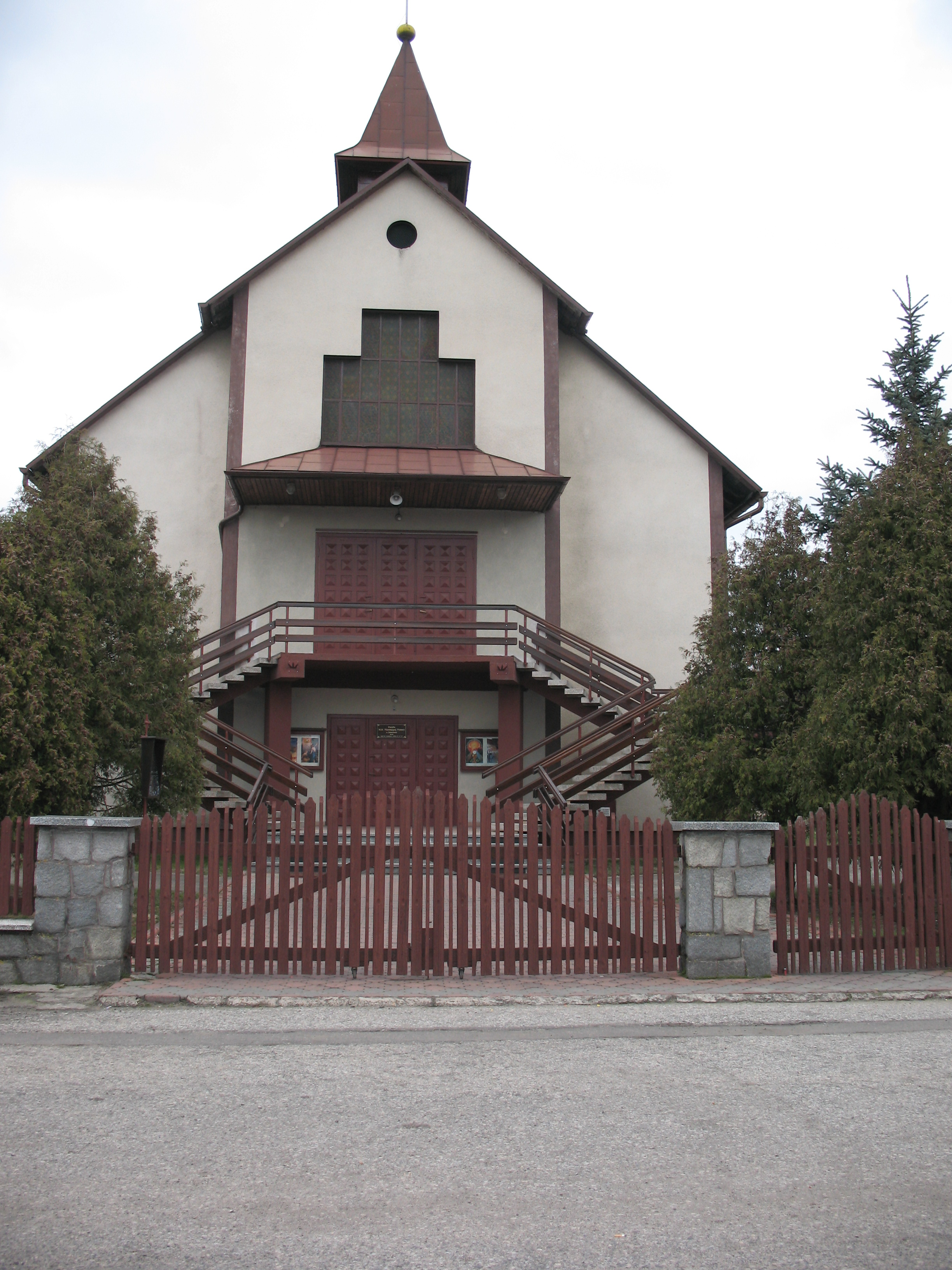